# Anacolinos
Anacolinos (Anacolini) é uma tribo de coleópteros da subfamília Prioninae. Compreende cerca de 161 espécies, distribuídas por 36 gêneros.

## Sistemática
- Ordem Coleoptera
  - Subordem Polyphaga
    - Infraordem Cucujiformia
      - Superfamília Chrysomeloidea
        - Família Cerambycidae
          - Subfamília Prioninae
            - Tribo Anacolini
              - Gênero Acanthocornis
              - Gênero Aesa
              - Gênero Allaiocerus
              - Gênero Anacolus
              - Gênero Atrocolus
              - Gênero Biribellus
              - Gênero Calloctenus
              - Gênero Casiphia
              - Gênero Chariea
              - Gênero Cycloprionus
              - Gênero Drumontiana
              - Gênero Eboraphyllus
              - Gênero Episacus
              - Gênero Erythraenus
              - Gênero Flabellomorphus
              - Gênero Galileoana
              - Gênero Hamadryades
              - Gênero Hovorelus
              - Gênero Hystatoderes
              - Gênero Myzomorphus
              - Gênero Nicias
              - Gênero Otheostethus
              - Gênero Phaolus
              - Gênero Piesacus
              - Gênero Poekilosoma
              - Gênero Prionapterus
              - Gênero Pteronephila
              - Gênero Rhachicolus
              - Gênero Rhodocharis
              - Gênero Sceleocantha
              - Gênero Stolidodere
              - Gênero Tsujius
              - Gênero Ucai
              - Gênero Udeterus
              - Gênero Vietetropis
              - Gênero Xanthonicias